# ملک محمود سیستانی
ملک محمود دوم معروف به ملک محمود سیستانی حاکمان مقتدر در شرق ایران و سیستان در قرن ١٢ ه.ق بوده است.

## تبارنامه
ملک محمود سیستانی (دوران ١١۴٠-١١٣۵) پسر ملک فتحعلی اول و نوه ملک نصرت از خاندان کیانی سیستان است. 
طهرانی در کتاب مرآت واردات می نویسد‌:
ملک محمود نسبش را به کیخسرو بن سیاوش میداند و خود را از اولاد کیان دانسته و دعوی وراثت ملک نمود.

## فرمانروایی
ملک محمود حاکم سیستان بود که علیه حکومت صفویان برخاست. ملک محمود پس از استقلال در شهر تون به سوی نیشابور و مشهد حرکت کرده و مشهد را تسخیر کرد. او خود را شاه خواند و مشهد را پایتخت خود نامید و به نام خود سکه زد.

## نبرد مشهد
نادر قلی (نادرشاه افشار)  کوشش‌های مکرری برای تسخیر مشهد که پایتخت ملک محمود بود داشت که ناکام ماند. او هرچند پیروزی‌هایی به‌دست آورده بود و توانسته بود کلات، دستجرد و ابیورد را به تابعیت درآورد اما نفوذ ملک محمود کیانی در سیستان و خراسان زیاد بود و او نتوانست در مبارزه با ملک محمود پیروز گردد.
در سال ۱۷۲۶ میلادی شاه تهماسب دوم و فتحعلی‌خان قاجار وارد جنگ با قشون خراسان شدند. منظور آنها از این لشکرکشی سرنگونی ملک محمود و استقرار مجدد صفویه در ایران بود.
نادر نیز با قشون خود در خدمت تهماسب دوم درآمد. برای شاه تهماسب نیز وجود نادر قلی لازم بود زیرا هم ارتش شاه را تقویت می‌کرد و هم شاه تهماسب می‌خواست تا خود را از نفوذ فتحعلی خان قاجار محفوظ بدارد.
به هنگام محاصره مشهد فتحعلی خان قاجار به فرمان شاه تهماسب کشته شد. نادر قلی فرمانده کل قوای مسلح شاه شد و بزودی مشهد را گرفت. ملک محمود از مبارزه دست نکشید و به مرو رفت تا قبایل را بر ضد شاه بشوراند اما سرانجام موفقیتی به‌دست نیاورد و اعدام شد. 